# Bozjurisjte
Bozjurisjte (bulgariska: Божурище) är en ort i Bulgarien.   Den ligger i kommunen Obsjtina Bozjurisjte och regionen Sofijska oblast, i den västra delen av landet, 12 km nordväst om huvudstaden Sofia. Bozjurisjte ligger 568 meter över havet och antalet invånare är 4 360.
Terrängen runt Bozjurisjte är platt åt nordost, men åt sydväst är den kuperad. Runt Bozjurisjte är det tätbefolkat, med 849 invånare per kvadratkilometer.. Närmaste större samhälle är Sofia, 11,7 km sydost om Bozjurisjte.
Trakten runt Bozjurisjte består till största delen av jordbruksmark.